# Chaetophiloscia weisi
Chaetophiloscia weisi är en kräftdjursart som beskrevs av Schmoelzer 1965. Chaetophiloscia weisi ingår i släktet Chaetophiloscia och familjen Philosciidae. Inga underarter finns listade i Catalogue of Life.